# Curimopsis setigera
Curimopsis setigera är en skalbaggsart som först beskrevs av Johann Karl Wilhelm Illiger 1798.  Curimopsis setigera ingår i släktet Curimopsis, och familjen kulbaggar. Arten är reproducerande i Sverige.

## Bildgalleri

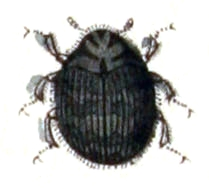